# Family Gay
"Family Gay" (em português: Um Gay da Pesada) é o oitavo episódio da sétima temporada da série de televisão de comédia Family Guy. Estreou na FOX nos Estados Unidos em 8 de Março de 2009. Para saldar as suas dívidas, Peter participa em experiências médicas, incluindo uma que faz dele gay. Ele acaba tendo um relacionamento com Scott e deixa Lois e a família de coração partido. Lois decide que a felicidade de Peter é mais importante do que saber se ele é gay ou hétero. O gene gay desaparece e Peter volta a morar com sua família.
O episódio foi escrito por Richard Appel e dirigido por Peter Shin, Purdum James, Iles Brian e Cone Deborah. Seth Rogen fornece sua voz como Peter sob os efeitos do "gene gay" e Meredith Baxter forneceu uma voz como ela mesma. Ele recebeu dois comentários positivos e negativos a partir de fontes de televisão e críticos. "Family Gay", juntamente com dois outros episódios, foi nomeado como "Melhor Série de Comédia" de 2009 no Emmy do Primetime.

## Sinopse
Em seu caminho para comprar mantimentos, Peter vez compra um cavalo com deficiência mental. Peter entra no cavalo em uma corrida e as causas no valor de 100.000 dólares de danos. O cavalo acaba por morrer de um ataque cardíaco fatal e Peter se desfaz do corpo por arremessando-o em uma farmácia de propriedade de Mort Goldman. Os Griffins estão endividados pelos danos. Para ganhar dinheiro, Peter começa a trabalhar como cobaia para experiências de terapia genética, onde é injetado com vários genes, incluindo o gene que o torna gay.
Quando Peter — agora gay — chega em casa, Lois fica chateada, mas percebe a mudança quando ele começa a exibir comportamento gay estereotipado, como lojas de roupas e muffins de cozinha. Mais tarde, ela reconsidera sua posição, quando Peter já não tem atração sexual por ela. Ao saber que os efeitos do gene pode ser permanentes, ela decide fazer o melhor das coisas, quando Peter de repente deixa Scott, parceiro gay de Peter. Vendo Lois inconsolável e deprimida, Stewie e Brian, que está em conflito devido ao seu apoio pelos direitos dos homossexuais, decidem sequestrar Peter e enviá-lo para um acampamento de "hétero" para uma terapia de conversão.
Quando Scott vem procurando Peter, Brian admite o sequestro. Lois afirma a Peter que ela aceita como ele é e leva-o para fora do campo em linha reta, dizendo-lhe para voltar para a Scott. Os efeitos do gene vieram a ser temporários e se apagam no meio da fantasia "final" de Peter, uma orgia gay com Scott e outros nove homens. Peter retorna para Lois, e eles concordam em jamais falar sobre o incidente novamente. O episódio termina com Mort Goldman arremessando o corpo do cavalo através da janela da casa dos Griffins ', dizendo-lhes: "Tome o seu cavalo de volta, porra"!.

## Produção
"Family Gay" foi escrito pelo então produtor executivo e futuro co-criador do spin-off de Family Guy, The Cleveland Show, Richard Appel. Esse episódio foi seu primeiro e até hoje seu único crédito como escritor no programa. John Viener trabalhou como editor executivo da história do episódio. MacFarlane encontrou uma lista de ideias de enredo da terceira temporada que dizia "Peter fica gay" e decidiu fazer um episódio com essa premissa. No primeiro rascunho, a homossexualidade de Peter era tão sutil, que ele parecia um pouco mais refinado. Quando os roteiristas não conseguiam inventar nenhuma piada de alto nível, eles "seguiram o que sabiam". Os escritores se divertiram "engayzando o episódio", incluindo Peter em uma roupa diferente a cada cena depois que ele se tornou gay. Os escritores queriam promover a ideia de que a sexualidade é inata, e não escolhida.
O episódio foi dirigido por Brian Iles. James Purdum e Peter Shin trabalharam como diretores supervisores do episódio. Deborah Cone dirigiu a retomada do episódio, e Kenji Ono foi o diretor assistente do episódio. Iles esboçou várias ideias de roupas para Peter usar. Ele tinha ideias folheando catálogos. O nome de todos os cavalos de corrida foram dados de programas cancelados da Fox de maio de 2005 até este episódio ir ao ar. É uma homenagem a uma menção semelhante de shows cancelados quando Family Guy voltou ao ar em maio de 2005, no episódio "North by North Quahog". Quando o episódio chegou perto de ir ao ar, MacFarlane continuou pensando que eles deveriam remover a mordaça com Matt Damon, devido ao fato de MacFarlane gostar das críticas de Damon a Sarah Palin.
"Family Gay", juntamente com os primeiros oito episódios da sétima temporada, foram lançados em DVD pela 20th Century Fox nos Estados Unidos e Canadá em 16 de junho de 2009, um mês após a transmissão na televisão. O lançamento do DVD "Volume 7" apresenta material bônus, incluindo cenas deletadas, animações e comentários para cada episódio. O DVD também inclui quatro recursos especiais, sendo eles: Take me out to place tonight, Family Guy Cribz, Family Guy Cribz, Comic-Con 2008 Family Guy panel e the Family Guy Art Show.
Todos os principais membros do elenco de Family Guy emprestaram suas vozes para o episódio, junto com os escritores Kirker Butler, John Viener, Alec Sulkin, Mark Hentemann e Danny Smith, que tiveram papéis de fala menores. O namorado de Peter, Scott, foi dublado pelo dublador recorrente John G. Brennan, que o dubla da mesma forma que ele dubla o personagem gay de The Jerky Boys, Jack Tors. Outras estrelas foram convidadas, como o escritor Wellesley Wild, a atriz Meredith Baxter e o ator Seth Rogen.